# Trận Quan Độ
Trận Quan Độ là trận đánh diễn ra trong lịch sử Trung Quốc vào năm 200 tại Quan Độ thuộc bờ nam Hoàng Hà giữa Tào Tháo và Viên Thiệu – 2 thế lực quân sự mạnh nhất trong thời kì tiền Tam Quốc. 
Kết quả trận chiến là Tào Tháo đã tiêu diệt phần lớn quân số của đối thủ lớn nhất là Viên Thiệu, tiến tới đánh bại nốt các thế lực chống đối ở miền Bắc Trung Nguyên, tạo điều kiện xây dựng nên nhà Tào Ngụy đồng thời chấm dứt thời kì Tiền Tam Quốc.

## Nguyên nhân
Nguyên nhân sâu xa của trận Quan Độ là giải quyết cuộc tranh chấp từ lâu giữa 2 thế lực quân sự mạnh nhất thời kì Tiền Tam quốc là Viên Thiệu và Tào Tháo.
Trong khi Tào Tháo đánh dẹp các chư hầu phía nam và phía đông thì Viên Thiệu cũng tập trung tiêu diệt Công Tôn Toản ở Bình Nguyên, thôn tính U châu, Thanh châu và Tinh châu. Làm chủ địa bàn rộng lớn, có nhiều quân sĩ và hào kiệt, Viên Thiệu trở thành thế lực mạnh mẽ ở phía bắc mà Tào Tháo chưa từng dám đối địch khi mới đến Hứa Xương. Ngay từ niên hiệu Sơ Bình (năm 190), Viên Thiệu đã từng nói: "Ta đóng giữ Hoàng Hà ở phía Nam, khống chế Yên, Đại ở phía Bắc, rồi sau đó sẽ chỉ huy tướng sĩ ở phía Bắc đại hà, tiến xuống phía Nam để giành thiên hạ."
Năm 199, Lưu Bị sau thời gian nương nhờ Tào Tháo lấy cớ tiêu diệt Viên Thuật rồi bỏ đi. Sau khi tiêu diệt được Viên Thuật, Lưu Bị bị Tào Tháo đánh bại, 3 anh em Lưu Bị, Quan Vũ, Trương Phi thất tán mỗi người một nơi. Quan Vũ tạm hàng Tào Tháo. Lưu Bị thì nương nhờ Viên Thiệu, xui Viên Thiệu tấn công Tào Tháo. Viên Thiệu cũng muốn nhân dịp tiêu diệt lực lượng của Tào Tháo đã mạnh lên nhiều và trở thành địch thủ lớn nhất.

## Tương quan lực lượng

### Viên Thiệu
Nhờ có thế lực gia đình 3 đời làm Tam công cho nhà Hán nên Viên Thiệu nhanh chóng tạo được thế lực lớn. Năm 190, Viên Thiệu dẫn đầu 11 đạo chư hầu tiến đánh Đổng Trác. Sau khi 11 đạo chư hầu giải tán, Viên Thiệu dùng kế chiếm Ký châu rồi tiêu diệt các thế lực khác để chiếm thêm Tinh châu, U châu, Thanh châu, làm chủ cả vùng Hà Bắc với lực lượng quân đội hùng mạnh. Mưu sĩ có những người tài giỏi như Thư Thụ, Điền Phong còn tướng lĩnh thì có Nhan Lương, Văn Xú là 2 danh tướng của Hà Bắc lại có em là Viên Thuật hỗ trợ. 
Nhược điểm của Viên Thiệu là thiếu quyết đoán, thiếu tài lãnh đạo đồng thời hay nghi ngờ khiến nội bộ hay mâu thuẫn. Ngoài ra quân Viên Thiệu tuy đông nhưng không tinh nhuệ, thiếu tướng tài.
Về quân số, Trần Thọ trong Tam quốc chí – Viên Thiệu truyện chép rằng: bộ chúng của Thiệu có đến mấy chục vạn, sau đó mới "kén chọn lấy chục vạn quân tinh nhuệ, một vạn quân kỵ, chuẩn bị đánh huyện Hứa". Đối với con số 11 vạn này, Bùi Tùng Chi khi chú thích Tam quốc chí đã dẫn lời nhiều tác giả khác để so sánh, Bùi Tùng Chi dẫn sách Thế ngữ: “Quân bộ của Thiệu năm vạn, quân kỵ tám nghìn”. 
Tuy nhiên con số 5 vạn bộ binh và 8 ngàn kị binh này bị một tác giả khác là Tôn Thịnh nghi ngờ. Tôn Thịnh dẫn lại Tam Quốc chí – Thôi Diễm truyện, rằng khi Tào Tháo phá xong Viên Thiệu, lúc xét hộ tịch của Ký châu, đã nói với Thôi Diễm rằng “có thể thu đến ba mươi vạn dân”. Do đó Tôn Thịnh cho rằng, “riêng quân của Kí châu đã như thế” (có lẽ Tôn Thịnh lấy tỷ lệ 1:10, trong 30 vạn dân sẽ tuyển được 3 vạn quân), thì tính cả U châu, Tinh châu và Thanh châu nữa, đại quân của họ Viên đúng là “phải đến 10 vạn quân”.

### Tào Tháo

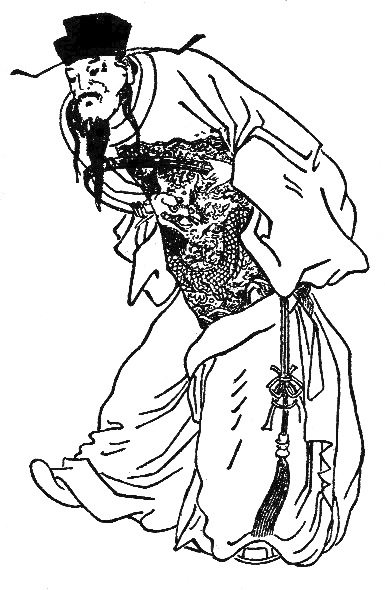
Chân dung Tào Tháo

Tào Tháo biết lợi dụng thời cơ đồng thời lại giỏi về mưu mẹo nên cũng tạo được thế lực lớn. Tào Tháo từng cùng 11 đạo chư hầu tiến đánh Đổng Trác, rồi sau đó trở về chiêu mộ quân mã, nhân tài, tiêu diệt Lý Thôi, Quách Dĩ, rước Hán Hiến Đế về Hứa Xương, cướp đoạt chính quyền trung ương, lấy danh nghĩa Hoàng đế nhà Hán đe dọa các thế lực chống đối khác. Sau đó, Tào Tháo lần lượt đánh bại Trương Tú, Lã Bố, Lưu Bị, chiếm Từ châu, làm chủ vùng Hà Nam. Mưu sĩ có những người tài giỏi như Quách Gia, Tuân Du, Tuân Úc, Trình Dục, Giả Hủ... còn tướng lĩnh đều là những tướng tài như Hứa Chử, Trương Liêu, Từ Hoảng, Hạ Hầu Đôn, Hạ Hầu Uyên, Tào Nhân, Vu Cấm, Nhạc Tiến,... Nhược điểm của quân Tào là lực lượng không đông bằng Viên Thiệu, đồng thời thiếu lương thực. 
Sử sách không chép rõ về quân số của Tào Tháo, chỉ có thể ước đoán. Mưu sĩ Trình Dục, khi Tào Tháo vừa thua Lữ Bố ở Bộc Dương, Trình Trọng Đức đã động viên Tào Mạnh Đức: "Nay Duyện châu tuy tàn khuyết, chỉ còn có ba thành, nhưng quân sĩ có thể chiến đấu, chẳng dưới vạn người". Vậy thì khi lấy lại địa bàn Duyện châu và chiến thắng Trương Tú, Lữ Bố, Lưu Bị, mở rộng địa bàn gấp nhiều lần (có thêm Nam Dương, Từ châu, Dự châu), lực lượng Tào Tháo chắc chắn phải đông hơn nhiều. Con số ước đoán Tào Tháo có 4 vạn quân được nhiều người coi là hợp lý.

## Diễn biến

### Chiến dịch Bạch Mã – Diên Tân
Viên Thiệu triệu tập các tướng lãnh và các mưu sĩ lại để nghiên cứu các phương án tác chiến. Cuối cùng ông đã theo ý kiến của Thẩm Phối, tập trung binh lực, đánh thốc vào Hứa Xương. Do vậy, ông liền chọn 10 vạn tinh binh, một vạn ngựa chiến, tám nghìn kỵ binh người Hồ, tiến xuống phía Nam dự định đánh lấy Hứa Xương. Tào Tháo điều hai vạn tinh binh và tiến quân đến Lê Dương vào tháng 8 năm công nguyên 199, chủ động chặn đánh địch.
Năm 200, Lưu Bị thua trận đến chỗ Thiệu xin hàng. Thiệu bèn phát binh giao tranh với Tào Tháo. Viên Thiệu mang theo Lưu Bị đi đánh Tào Tháo, đóng đại quân ở Lê Dương, sai Trần Lâm thảo hịch kể tội Tào Tháo..
Sau đó Viên Thiệu chia quân, một mặt đánh thành Bạch Mã, mặt khác đóng ở bến Diên Tân. Tháng 4 năm 200, Tào Tháo dẫn Trương Liêu và Quan Vũ đi cứu Bạch Mã và cũng chia quân ra Diên Tân để phân tán sự chú ý của Thiệu. Quả nhiên Thiệu tăng cường thêm quân cho Diên Tân mà không chú ý Bạch Mã. Tào Tháo nhân đó đột ngột thúc quân đánh mạnh ở Bạch Mã, sai Quan Vũ ra trận giết chết mãnh tướng của Thiệu là Nhan Lương, giải vây thành Bạch Mã.
Tháng 5 năm 200, Tào Tháo cùng Quan Vũ và Trương Liêu đi men theo Hoàng Hà về phía tây đến cứu Diên Tân. Viên Thiệu cùng Lưu Bị và Văn Xú mang quân đuổi theo. Tào Tháo đánh bại Viên Thiệu một trận nữa tại đây, giết chết Văn Xú. Vì lực lượng ít hơn địch nên sau đó ông lui quân về phía nam Tế Thủy, tức là bến Quan Độ đóng đồn, còn Viên Thiệu đóng lại ở Diên Tân.
Sau trận Diên Tân, hai bên tạm hưu chiến. Lưu Bị thấy Viên Thiệu không đủ tài năng để chống Tào Tháo nên bỏ đi tìm cách xây dựng lại lực lượng. Quan Vũ ở bên Tào sau khi lập công trả ơn Tào Tháo cũng lẻn trốn đi tìm Lưu Bị và sau hai người tái ngộ với Trương Phi ở Nhữ Nam. Sau đó lực lượng này định đánh Hứa Đô thất bại bèn chạy sang Kinh châu theo Lưu Biểu.

### Chiến sự Quan Độ
Sau vài tháng ngưng nghỉ điều quân, hai bên tái chiến trong trận thư hùng ở Quan Độ ngay từ tháng 8 năm đó, kéo dài hơn 100 ngày. Bị thua và mất hai tướng, Viên Thiệu điều đại quân đến Dương Vũ, phía tây bắc Trung Mâu, men theo đồi cát dọc bờ sông, dựng vài chục doanh trại kéo dài từ đông qua tây, định triển khai hai cánh bao vây quân Tào rồi tiêu diệt.
Tào Tháo không lui binh, cũng chia quân làm nhiều nhóm chống cự, nhưng vì ít quân hơn nhiều nên không đủ phân ra các vị trí có địch. Viên Thiệu mang quân ra khỏi luỹ, giao chiến với quân Tào. Quân Tào thua trận phải lùi lại mấy lần. Tào Tháo ra lệnh tướng sĩ cố giữ vững trận địa, quân địch khiêu chiến nhiều lần nhưng không ra đánh.
Viên Thiệu bèn bày trận trên dãy núi đất, dựng nhiều chòi gỗ, đứng trên đó bắn xuống doanh trại quân Tào. Quân Tào mỗi người phải dùng thuẫn gỗ che đỡ tên bắn. Sau đó Tào Tháo dùng xe bắn đá, có sức mạnh bắn những viên đá mười mấy cân bay ra xa ngoài ba trăm mét, phá nát các chòi gỗ của địch.
Viên Thiệu lại cho quân đào nhiều địa đạo vào doanh trại quân Tào. Ông phát hiện bèn sai quân đào đường hầm theo chiều ngang nằm phục sẵn, hễ quân Viên đến thì bắn chết.
Hai bên giữ nhau lâu ngày, Tào Tháo sắp hết lương, muốn rút lui, bèn hỏi ý kiến Tuân Úc đang trấn thủ Hứa Xương. Tuân Úc viết thư trả lời, khuyên Tào Tháo kiên trì giữ, nhất định không được rút lui, nếu không hậu quả sẽ rất xấu. Ông viết: "Tuy nay lương thực trong quân đội khiếm khuyết, nhưng chưa bằng tình hình khiếm khuyết lương thực hai quân Sở và Hán đánh nhau tại Huỳnh Dương và Thành Cao. Lúc bấy giờ Lưu Bang và Hạng Võ không ai chịu rút lui cả. Vì kẻ nào rút lui trước thì kẻ đó sẽ bị thiệt hại to. Nay ngài với một binh lực yếu kém hơn, mà đã chia ranh giữ đất, nắm lấy yết hầu của đối phương để chúng không thể tiến lên được. Tình hình đó đã kéo dài nửa năm rồi, vậy một khi tình hình diễn biến đến mức cùng cực, thì tất nhiên sẽ có biến động. Đến chừng đó, chúng ta sẽ dùng kỵ binh tập kích, chắc chắn sẽ giành được thắng lợi thôi". Tào Tháo nghe theo, lệnh cho các tướng sĩ cố sức giữ thế trận.
Đánh lâu ngày không hạ được, Viên Thiệu chưa nghĩ ra kế nào khác. Nội bộ của Viên Thiệu lại bộc lộ sự mâu thuẫn. Thiệu sai Thuần Vu Quỳnh mang 1 vạn quân đi về nhận lương để chở ra mặt trận. Mưu sĩ Hứa Du hiến kế cho Viên Thiệu, bằng lòng để cho ông ta nhân lúc Hứa Đô phòng thủ lỏng lẻo, phái một cánh binh đi vòng qua Quan Độ tập kích Hứa Đô. Viên Thiệu không nghe. Đúng lúc đó Hứa Du có người nhà bị tội vào ngục, xin Viên Thiệu tha không được nên bất mãn, bỏ sang hàng Tào Tháo. Hứa Du bất mãn cũng có phần do là do nhắc nhở Viên Thiệu không nên sử dụng Thuần Vu Quỳnh là người nóng tính, nghiện rượu. Viên Thiệu đa nghi, không tin Hứa Du.
Được tin báo của Hứa Du về việc Thuần Vu Quỳnh, Tào Tháo đích thân mang 5.000 quân mã đuổi đến kho lương của Viên Thiệu ở Ô Sào. Đang đêm, quân Tào bất ngờ tập kích, Nhạc Tiến chém chết Quỳnh. Tào Tháo đốt sạch kho lương của Viên Thiệu. Trong hơn 1 vạn quân của Quỳnh thì hơn 1.000 bị giết, số còn lại đầu hàng. Tào Tháo sai cắt hết mũi xác chết, lưỡi của bò ngựa giao cho quân đầu hàng mang về doanh trại Viên Thiệu để uy hiếp tinh thần, làm nhụt ý chí quân địch.
Viên Thiệu thấy lửa cháy từ xa, biết tin Ô Sào bị đánh, một mặt điều quân cứu Quỳnh, mặt khác sai Trương Cáp, Cao Lãm đi cướp doanh trại Tào. Nhưng Tào Tháo đã bố trí quân phòng bị trước, đúng như dự liệu của Cáp và Lãm. Cáp và Lãm không hạ được trại Tào, lại nghe tin Tào Tháo phá tan Ô Sào trở về, bèn quyết định đầu hàng Tào.
Viên Thiệu liên tiếp nghe tin thua trận, kho lương bị mất, tướng sĩ náo loạn, kéo nhau bỏ chạy. Tào Tháo thừa cơ dẫn quân tập kích khiến quân Thiệu đại bại tan nát. Thiệu hốt hoảng, cùng con là Viên Đàm dẫn 800 quân kỵ chạy một mạch, qua sông Hoàng Hà mới dám dừng lại nghỉ.
Hơn 7 vạn quân của Viên Thiệu không theo kịp chủ, đều xin hàng Tào Tháo. Trong số đó có một vài người không hoàn toàn quy thuận, có biểu hiện trá hàng. Tào Tháo sợ phát sinh hậu hoạ bèn ra lệnh chôn sống cả bảy vạn hàng binh.

## Ý nghĩa trận chiến
Trận Quan Độ đánh dấu sự suy yếu và từ đó đi tới chấm dứt hoàn toàn quyền lực của tập đoàn phong kiến Viên Thiệu, mở đường cho Tào Tháo làm chủ cả miền Bắc Trung Quốc, chiếm thế thượng phong trong cục diện "quần hùng" khi đó.
Viên Thiệu sau tiếp tục thất bại ở Thương Đình, qua đời 2 năm sau đó. Ba người con của Viên Thiệu là Viên Thượng, Viên Hy, Viên Đàm tranh giành quyền lực đánh nhau, lần lượt bị Tào Tháo tiêu diệt. Trận Quan Độ còn cho thấy tài năng quân sự tuyệt vời của Tào Tháo và sự yếu kém về khả năng lãnh đạo và quân sự của Viên Thiệu đồng thời để lại bài học lớn về lấy ít chống đông, lấy yếu thắng mạnh.

## Trong văn học
Tiểu thuyết Tam quốc diễn nghĩa của La Quán Trung mô tả trận Quan Độ từ hồi thứ 28 và hồi thứ 30. Quá trình diễn biến trận Quan Độ được Tam quốc diễn nghĩa tường thuật hơi khác một số tình tiết trong lịch sử.
Theo đó, tướng Văn Xú cũng bị Quan Vũ giết (thực tế thì Văn Xú chết dưới tay quân Tào). Sau trận Diên Tân, hai bên lại thu binh về chỗ. Tào Tháo rút về Hứa Xương, Viên Thiệu trở về Ký châu; La Quán Trung tập trung mô tả việc Quan Vũ lén đi khỏi chỗ Tào Tháo, Tào Tháo còn đi ra tiễn Vũ ở Hứa Xương. Viên Thiệu sai Trần Chấn đến Giang Đông lôi kéo Tôn Sách liên minh đánh Tào Tháo nhưng Tôn Sách đột ngột qua đời, Tôn Quyền lên thay theo chính sách của Trương Chiêu, Gia Cát Cẩn, theo Tào mà không theo Viên. Viên Thiệu thấy sứ giả trở về không cầu được họ Tôn bèn tự mình khởi bình lần thứ hai đi đánh. Diễn biến trong tiểu thuyết khá nhiều sự kiện và thư thả nhưng trên thực tế hai bên Viên–Tào đối luỹ từ tháng 5 và cả Viên Thiệu lẫn Tào Tháo đều bám sát không rời chiến trường, tiếp tục điều động binh lực.
Tam quốc diễn nghĩa mô tả Viên Thiệu có 70 vạn quân, còn Tào Tháo chỉ có 7 vạn quân trong trận này. Thực ra sử sách không nói rõ quân số của hai bên, chỉ đề cập tới quân số của Viên Thiệu đông hơn nhiều so với Tào Tháo. Những diễn biến chính của trận Quan Độ như dựng chòi, đào địa đạo, cướp lương Ô Sào... được Tam quốc diễn nghĩa mô tả khá sát với sử sách.